# Княжество Биркенфелд
Княжеството Биркенфелд (на немски: Fürstentum Birkenfeld) със столица Биркенфелд е образувано през 1919 г. като ексклав на Велико херцогство Олденбург. Национасоциалистите през 1937 г. прекратяват съществуването му.